# Міст Великий Бельт
55°20′00″ пн. ш. 10°58′00″ сх. д. / 55.333333333333° пн. ш. 10.966666666667° сх. д.
Міст Великий Бельт (дан. Storebæltsforbindelsen) — міст між данськими островами Зеландія і Фюн через Великий Бельт. Складається з автомобільного підвісного мосту та залізничного тунелю між Зеландією та островом Спрогьо, й мостом між Спрогьо і Фюн.

## Історія
Міст замінив пороми, які були головним засобом перетину Великого Бельту протягом понад 100 років. Після десятиліть спекуляцій та дискусій, рішення про будівництво мосту було прийнято у 1986, у 1997 — відкрито залізничне сполучення і у 1998 — автомобільне. За оцінками, вартість будівництва склала DKK 21,4 млрд. (в цінах 1988), міст є найбільшим будівельним проектом в данській історії.
Експлуатація і технічне обслуговування здійснюється A/S Storebælt under Sund & Bælt. Минуле будівництво і технічне обслуговування фінансується за рахунок плати за проїзд на автомобілях та потягах.
Зв'язок знизив тривалість поїздки в рази; раніше перетинання на поромі займало близько години, наразі Великий Бельт тепер можна перетнути за 10 хвилин.
Щодня по Мосту Великий Бельт проїжджає 27 600 автомобілів (поромна переправа забезпечувала не більше 8 000).

## Конструкція
Вся 18-кілометрова транспортна система складається з висячого мосту та залізничного тунелю на сході, проміжного острова Спрогьо, і автомобільно-залізничного мосту на заході. Автомобільний рух чотирисмуговий, залізничний — двоколійний.

### Східний міст
Два віадуки Східного мосту (на схід і захід від підвісного) мають відповідно довжину 2800 та 1700 м. Головна частина представлена підвісним мостом з центральним прогоном 1624 м і двома боковими прогонами по 585 м, висота прогону — 57 м. пілони виконані з залізобетону, а настил зі сталі. Пілони піднімаються на 280 м над рівнем моря і складаються з двох пустотілих конусоподібних колон, з'єднаних двома траверсами. Деформація жорсткої секції колон ледь помітна у верхній частині і чіткіше позначена під дорожнім настилом. Таким чином вдалося поєднати належний естетичний вигляд з технічними вимогами щодо гасіння напруги, отримуваних конструкцією під дією сили вітру. Особливу увагу було приділено зовнішньому вигляду кріплень підвісних тросів: щоб вони не виглядали занадто тендітними на тлі загальної маси конструкції, відповідні блоки були поділені на окремі трикутні секції.

### Західний міст
Західний міст — це два прилеглих віадуки завдовжки 6611 м та прогоном 18 м, по північній частині здійснюється залізничний, по південній — автомобільний рух.

### Тунель
Залізничний тунель має довжину 8024 м і найбільшу глибину 75 м. Прямує паралельно східному мосту.

## Галерея

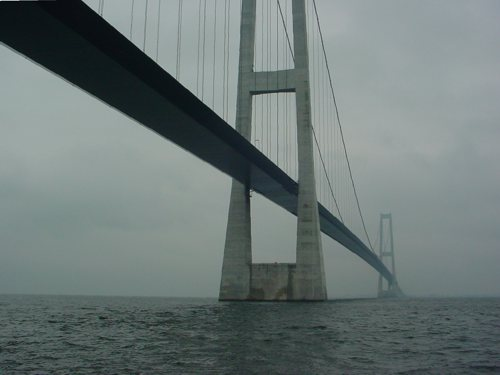
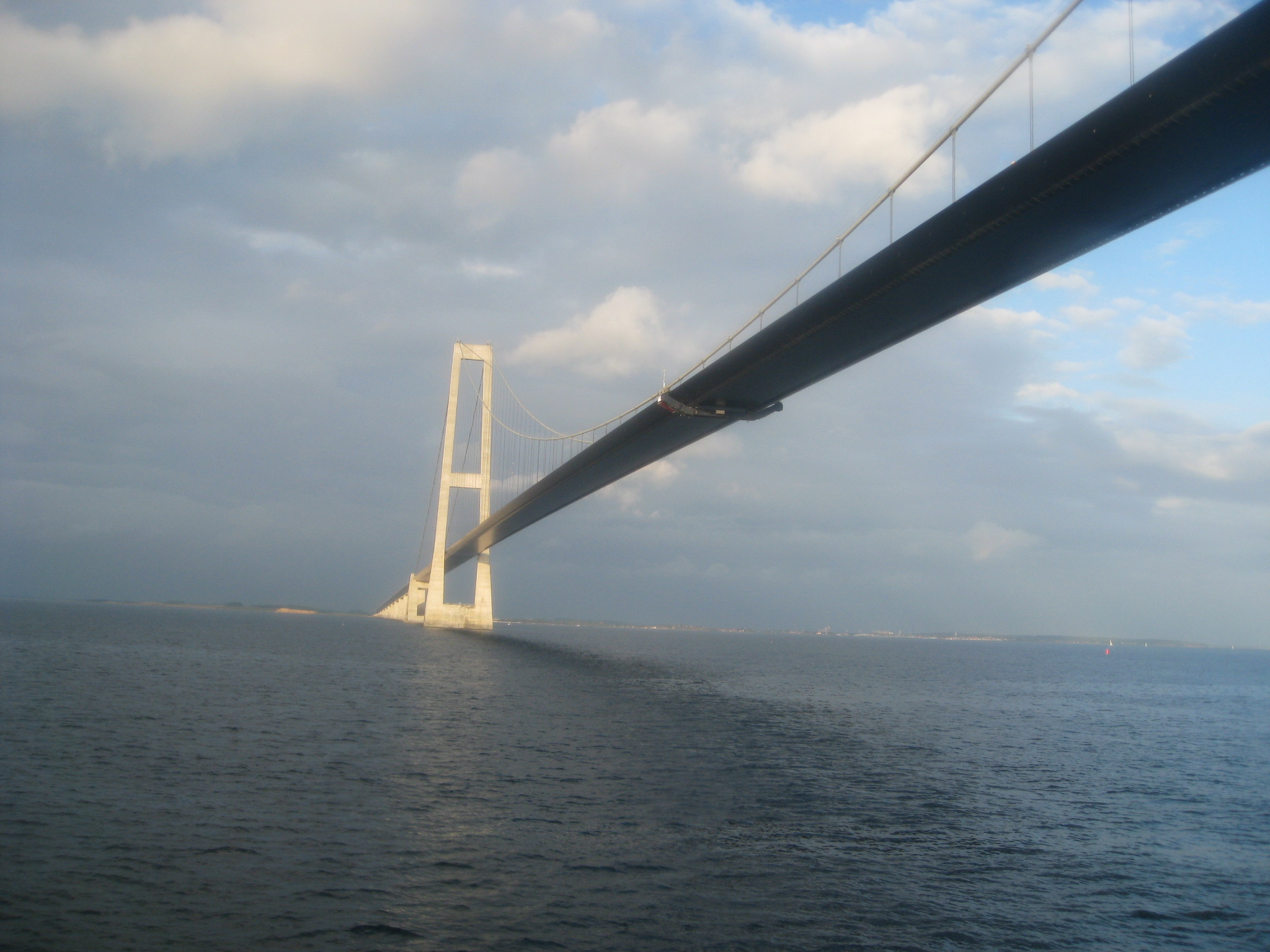
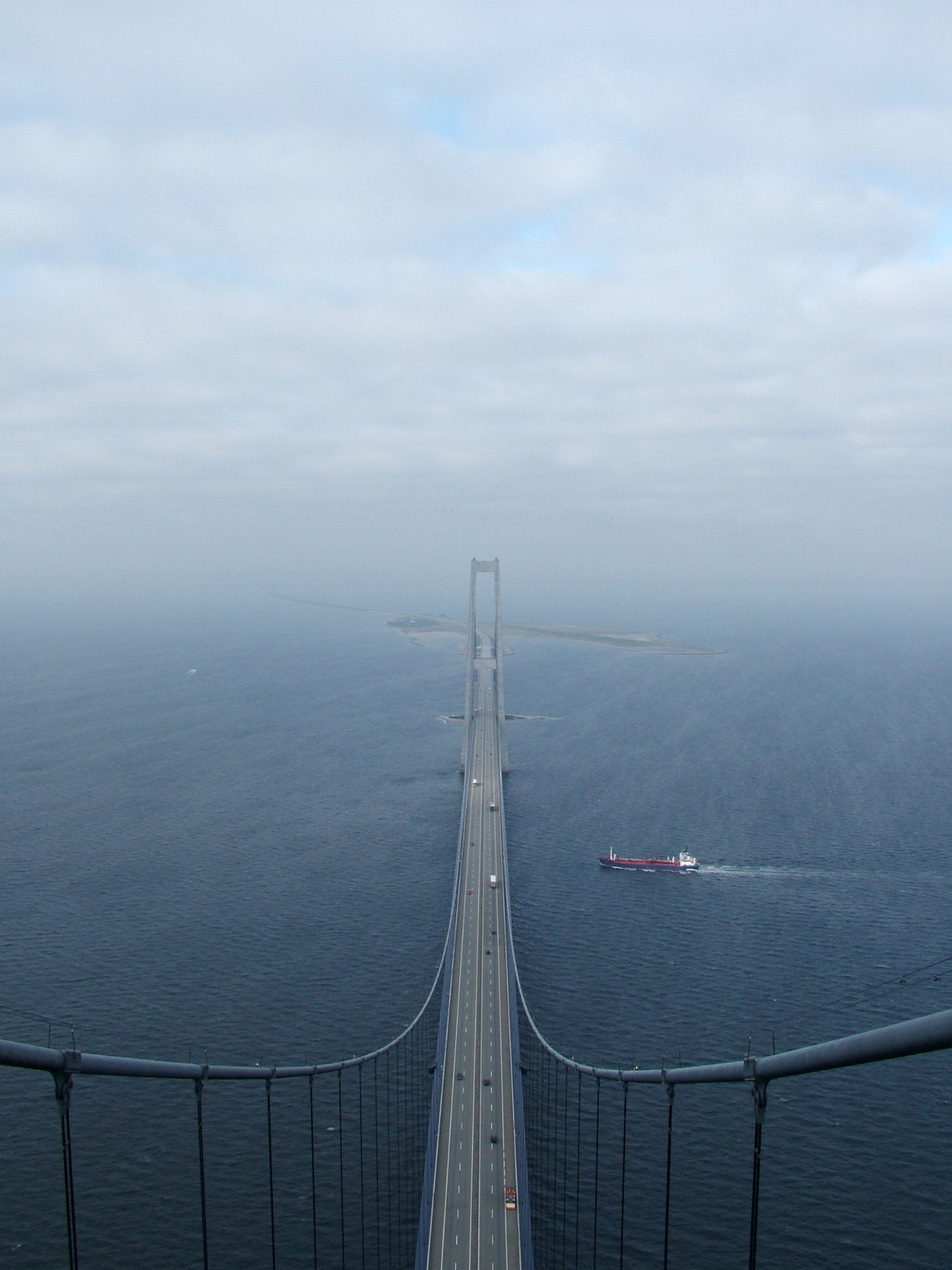
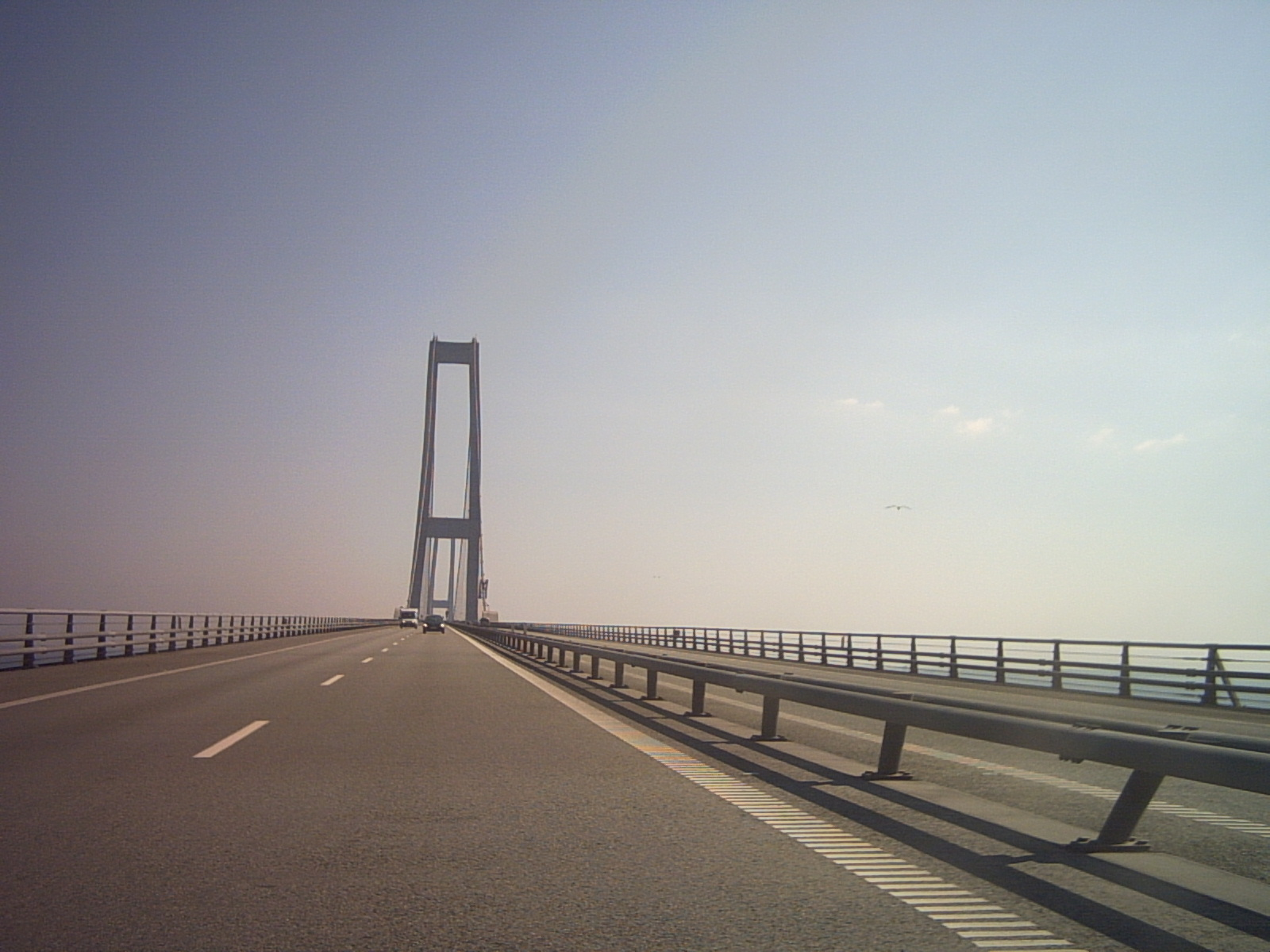

## Ресурси Інтернету
- Great Belt Bridge(англ.)
- Great Belt bridge on en.broer.no(англ.)
- Image [Архівовано 16 липня 2012 у Wayback Machine.](англ.)